# 工芸家
工芸家（こうげいか、英: Artisan、Craftsman）とは、工芸作品を制作する人のこと。
クラフトデザイナーと呼ばれることもある。

## 概要
伝統工芸士のような資格も存在するが、画家と同様に、工芸家を名乗るために特別の資格を持っていることは必須ではない。
工芸家が取り扱う素材や、道具・技術は多岐にわたる。また彫刻家を兼ねることもある。
取り扱う素材により、陶芸家、木工工芸家（木彫工芸家）、ガラス工芸家（硝子工芸家）、漆工芸家（漆器工芸家）、革工芸家、竹工芸家、鉄工芸家、金属工芸家、染色工芸家、染織工芸家、七宝工芸家、紙工芸家、貝工芸家などと呼ばれる。
「美術工芸家」や「伝統工芸家」という呼び方もある。
日本新工芸家連盟、日本工芸会、現代工芸美術家協会などの職能団体が組織されている。

## 主要な工芸家

### 日本
あ
- 青田五良
- 浅尾丁策
- 旭玉山
- 粟根昭二郎

い
- 池田三四郎
- 石井梅蔵
- 石田政次郎
- 和泉美奈子
- 井関家重
- 井関次郎左衛門
- 磯井如真
- 伊藤裕司
- 入江長八
- 岩田藤七
- 岩田久利
- イワタルリ

う
- 上野ツカサ
- 上村源之丞
- 臼井定一
- 内田鋼一
- 海野清
- 海野勝珉
- 海野美盛
- 雲龍庵

え
- 江里佐代子

お
- 大江巳之助
- 大久保婦久子
- 太田近江大掾藤原正次
- 大西賞典
- 大西清右衛門
- 大葉亀之進
- 岡崎雪聲
- 尾形光琳
- 岡田ひとみ (ねんドル)
- 岡村剛一郎
- 岡村吉右衛門
- 岡本卯三郎
- 小川三知
- 奥村吉兵衛
- 尾崎谷斎
- 尾澤勇
- 尾澤千春
- 小野寺唯美
- 小原和歌

か
- 海部ハナ
- 角谷一圭
- 春日粧
- 春日英克
- 片岡行雄
- 嘉長
- 香取秀真
- 香取正彦
- 加納夏雄
- 鎌倉芳太郎
- 亀岡宗理
- 川端嘉人
- 川原有造

き
- 貴田庄
- Koichiro kimura
- キャシー中島
- Candle JUNE
- 銀座亜紀枝
- 木村のぞみ

く
- 工藤直
- 久保田一竹
- 黒木国昭
- 黒田正玄
- 黒田辰秋

こ
- 小泉武寛
- 蛟斎北岑
- 河野安信
- 小暮紀一
- 小島伸吾
- 小谷栄次
- 小谷眞三
- 後藤覚乗
- 後藤大秀
- 小林礫斎
- 駒沢利斎
- 小宮康孝
- 小森邦衞
- 近藤真弓

さ
- 齋田梅亭
- 逆瀬川京子
- 桜井霞洞
- 左座朋子
- 佐治賢使
- 佐佐美季
- 佐藤由美子 (組木工芸家)

し
- 篠原くにこ
- 清水南山
- 志村ふくみ
- 城秀男
- 正阿弥勝義
- 生野祥雲斎
- 白水六三郎
- 城間栄喜

す
- 鈴木丘
- 鈴木繁男
- 鈴木長吉
- 鈴木表朔
- 鈴田滋人
- 鈴田照次
- 砂澤陣

せ
- 芹沢銈介

た
- 高橋敬典
- 高橋直樹 (ガラス工芸作家)
- 高村豊周
- 瀧澤久仁子
- 竹内洪
- 谷野武信
- 田上恵美子
- 田畑喜八
- 玉那覇有公
- 玉屋庄兵衛
- 田村恒夫
- 谷田忠兵衛

ち
- チカップ美恵子
- 知念績弘
- 帖佐美行

つ
- 堆朱楊成
- 槻尾宗一
- 辻武之助
- 辻与次郎
- 津田信夫
- 土田友湖
- 坪倉優介
- 鶴田眞利子

て
- 天狗久
- 天白松嵐

と
- 渡嘉敷貞子
- 時松辰夫
- 栃折久美子
- 外村吉之介

な
- 中井貞次
- 中川浄益
- 中川衛
- 中島俊市郎
- 永田美保子
- 中原哲泉
- 中村勝馬
- 中村光哉
- 中村宗哲
- ナカムラマサ首
- 中村良記
- 名越家昌
- 名越三昌
- 名越善正
- 名渡山愛擴
- 濤川惣助
- 並河靖之

に
- 西出大三
- 西村総左衛門
- 西村道仁
- 日本の刀工一覧
- 丹羽圭介

の
- 野田雄一
- 能登朝奈

は
- 蓮田修吾郎
- 林裕峰

ひ
- 日枝陽一
- 飛来一閑
- 平田道仁
- 平松保城
- 広瀬光治

ふ
- 府川一則 (2代目)
- 福井利佐
- 藤井達吉
- 藤岡和泉 (初代)
- 藤田喬平
- 藤山種廣
- 不破由晴

ま
- 前島秀章
- 前史雄
- 前端雅峯
- 増田三男
- 松井正光
- 松久真や

み
- 三浦竹泉
- 三嶋りつ惠
- 三谷吾一
- 三苫正雄
- 宮田亮平
- 宮脇綾子

む
- 村山朝偉
- 室瀬和美

も
- 望月通陽
- 森口華弘
- 森村酉三

や
- 安川慶一
- 柳宗悦
- 柳悦孝
- 山内房治郎
- 山鹿清華
- 山口伊太郎
- 山口安次郎
- 山崎斌
- 山崎和樹
- 山下了是

- 山田憲司
- 山田宗美
- 山本春正

よ
- 吉岡幸雄
- 吉川金次
- 吉田璋也
- 吉田たすく
- 芳武茂介
- 由水常雄
- 米原眞司

り
- バーナード・リーチ

（ガラス工芸家）
- 岩田藤七
- 岩田久利
- イワタルリ

- 上野ツカサ
- 臼井定一

- 大成哲

- 川原有造

- 工藤直
- 黒木国昭

- 小暮紀一
- 小谷栄次
- 小谷眞三

- 逆瀬川京子

- 高橋直樹 (ガラス工芸作家)
- 竹内洪
- 田上恵美子

- 土田康彦

- 永田美保子
- 中根櫻亀
- 中村金吾 (ガラス職人)

- 西中千人

- 野田雄一
- 能登朝奈

- 藤田喬平
- 藤山種廣

- 三浦啓子
- 三嶋りつ惠

- 村山朝偉

- 由水常雄
- 米原眞司

### 海外
- ジェームズ・クレノフ

- エドワード・ジョンストン

- アルブレヒト・デューラー (父)

- ピエール・バレ

- ニコラス・ヒリアード

- ヨーン・ミッケ

- ウィリアム・モリス

- ガートルード・ジーキル

- メアリー・フレイザー＝タイトラー

- ミシュリーヌ・ボーシュマン

- マーガレット・マクドナルド・マッキントッシュ

- リリー・イェイツ

（ガラス工芸家）
- エミール・ガレ
- ハリー・クラーク

- デイル・チフーリ

- ルイス・カムフォート・ティファニー

- ドーム兄弟

- モニール・ファーマンファーマイアン
- ブラシュカ父子

- ハワード・ベン・トレ

- ルネ・ラリック

- インゲヤード・ローマン

## 工芸家と彫刻家の境界
工芸家と彫刻家の境界は、必ずしも明確ではない。
例えば、
- 実用性重視が工芸家で芸術性・鑑賞性重視が彫刻家
- 同じものを複数製作するのが工芸家（手工業性）で一品主義・単品主義が彫刻家
- 伝統的なもの（技術・形式など）を重視するのが工芸家で（「伝統工芸」）新しいこと革新的なことを標榜するのが彫刻家
- 販売することを大前提として製作するのが工芸家で販売を必ずしも想定せずに製作するのが彫刻家

などの区別があるが、すべてが常に該当するわけでもなく、曖昧である。また、ある者が、工芸家と彫刻家を兼ねる事例もある。